# Dobieszów (okres Hlubčice)
Dobieszów (dříve Dobierszów, česky Dobešovy, německy Dobersdorf) je ves v jižním Polsku, v Opolském vojvodství, v okrese Hlubčice, v gmině Hlubčice,

## Geografie
Ves se nachází v jihovýchodní části Zlatohorské vrchoviny. Vsí protéká potok Grozowy (též Ciekłec, česky Hrozová; pravý přítok Osoblahy).

## Příroda
Vesnice se nachází v přírodním parku (polsky obszar chronionego krajobrazu) Rajón Mokre-Lewice.

## Historie
Vesnice byla založena ve druhé polovině XIII. století.